# Zavala (Slivno)
Zavala je naselje u Republici Hrvatskoj, u sastavu Općine Slivno, Dubrovačko-neretvanska županija. 

## Zemljopisni položaj
Naselje se nalazi uz prometnicu koja spaja mjesto Badžula i Jadransku magistralu u neposrednoj blizini Kleka.

## Stanovništvo
Prema popisu stanovništva iz 2001. godine, naselje je imalo 2 stanovnika te 2 obiteljska kućanstva. Po popisu iz 2011. u Zavali je 1 stanovnik.
| broj stanovnika |       |       | 97    | 105   | 123   | 143   |       |       | 164   | 157   | 116   | 64    | 17    |       | 2     | 1     |       |
|                 | 1857. | 1869. | 1880. | 1890. | 1900. | 1910. | 1921. | 1931. | 1948. | 1953. | 1961. | 1971. | 1981. | 1991. | 2001. | 2011. | 2021. |

## Sakralni objekti
U Zavali se nalazi kapela Svetog Alojzija koju su sagradili stanovnici Zavale poslije Prvog svjetskog rata. Duga je 4 i široka 3 metra. Na vrhu pročelja je zvonik na preslicu za jedno zvono.  Nalazi se na samom prijevoju preko brda Rogoznik.